# Bruno Faidutti
Bruno Faidutti (23 de octubre de 1961) es un sociólogo e historiador francés, autor de juegos de mesa del tipo conocido como «juegos de estilo alemán».

## Primeros años y educación
Tras estudiar derecho, economía y sociología, obtuvo un doctorado en historia con una tesis sobre el debate científico en el renacimiento acerca de la existencia del unicornio. Entró en contacto con el mundo de los juegos a través del Cosmic Encounter y los juegos de rol, siendo uno de los primeros jugadores franceses de Dungeons & Dragons.

## Carrera
Faidutti ha creado y publicado más de setenta de juegos mesa y cartas, muchas veces en colaboración con otros diseñadores, como Alan R. Moon, Bruno Cathala y Michael Schacht. Sus juegos más conocidos son El misterio de la abadía (1996), Ciudadelas (2000) y Mascarada (2013). También está implicado en la difusión de los juegos de mesa a través de su sitio web, seleccionando una «biblioteca ideal de juegos de mesa» y otorgando un premio personal al mejor juego del año.